# Shin’ya Hōshido
Shin’ya Hōshido (jap. 寶示戸 進哉, Hōshido Shin’ya; * 4. Oktober 1978 in der Präfektur Saitama) ist ein ehemaliger japanischer Fußballspieler.

## Karriere
Hōshido erlernte das Fußballspielen in der Schulmannschaft der Bunan High School. Seinen ersten Vertrag unterschrieb er 1997 bei den Júbilo Iwata. Der Verein spielte in der höchsten Liga des Landes, der J1 League. 2000 wechselte er zum Zweitligisten Ventforet Kofu. Für den Verein absolvierte er 18 Spiele. Ende 2002 beendete er seine Karriere als Fußballspieler.

## Erfolge
Júbilo Iwata
- J1 League

Meister: 1997
Vizemeister: 1998
- J.League Cup

Sieger: 1998
Finalist: 1997